# セリカ

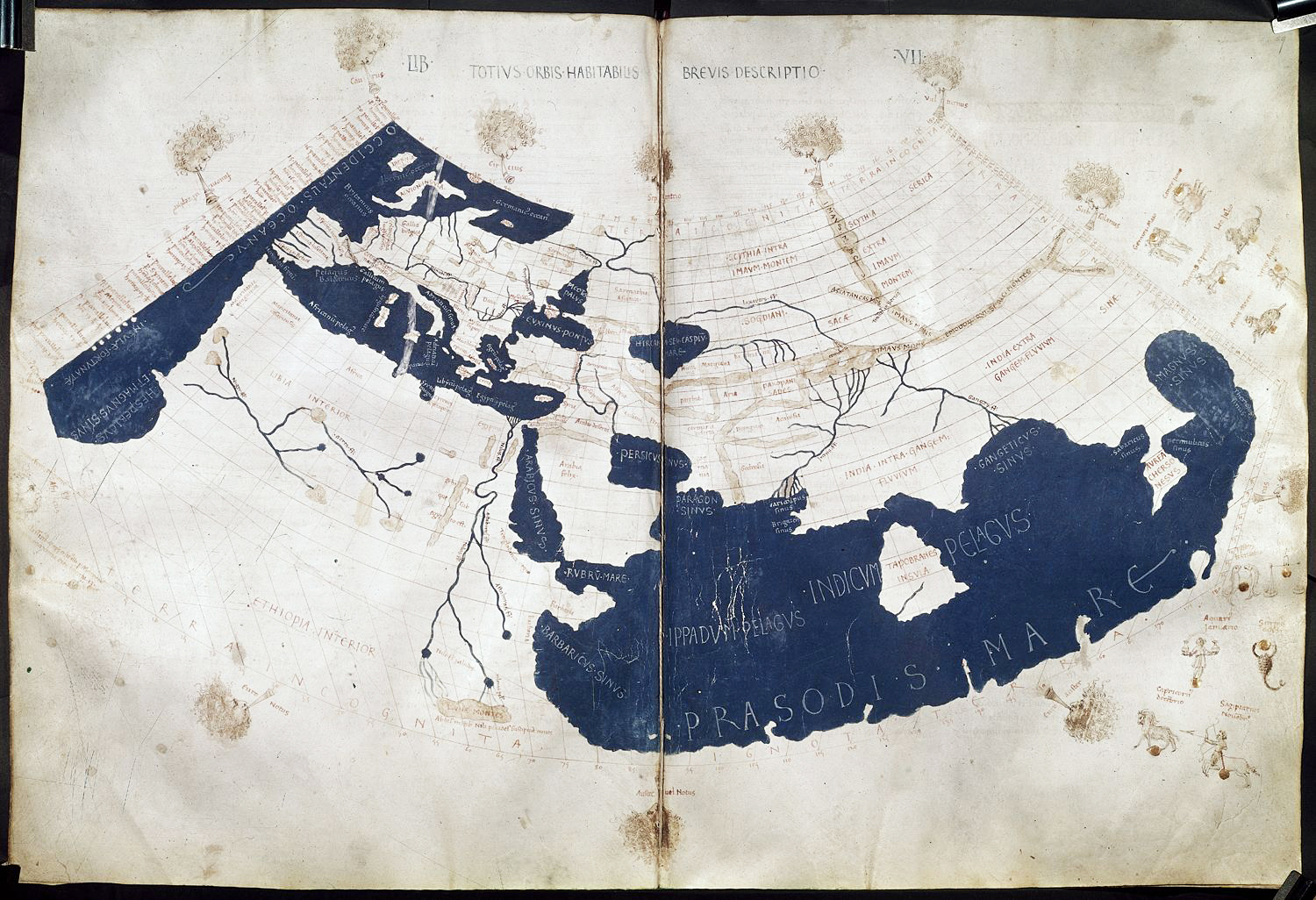
15世紀半ばのフィレンツェ共和国で製作された世界地図（マッパ・ムンディ）。2世紀のプトレマイオス図のギリシア語写本を13世紀にマクシムス・プラムデスが再発見し、それをヤコブス・アンゲルスが1406年にラテン語に翻訳して作成した円錐図法地図が、この世界地図のもとになっている。「セリカ」は地図の北東部分に見える。

セリカ (ラテン語: Serika [ˈsɛrɪkə]) は、古代ギリシアおよびローマの地理学において、アジアの東の果ての国々または地域を指した語である。一般には、シルクロードを通じて西洋ともつながりがあった華北の周、秦、漢といった各中国王朝を指しているものとされている。一方で、海洋交易路から至る中国はシナエ（Sinae）と呼ばれていた。中世になっても西洋人による中国の呼び方は多岐にわたり、「キタイ」（中国北部）や「マンギ」「チナ」（中国南部）といった呼称が用いられた。セリカの民はセレス（Seres）と呼ばれた。セリカに至るためには陸上ルートを通ってタリム盆地（漢が征服し、中国からは「西域」と呼ばれた）に向かわなければならないが、この道の大部分は、パルティア王国崩壊後にサーサーン朝によって封鎖されてしまった。19世紀イギリスの学者ヘンリー・ユールは、古代西洋の地理学者たちの記述を次のようにまとめている。
セレスや彼らの国に関する古代の知識を、異常な記述や明白な作り話を省きつつ融合させると、次のようになるだろう。「セレスの地域は広く人口の多い国で、東に海がある、居住可能な土地の限界にあり、西はイマウスやバクトリアに接している。人々は文明的で、温和で、正義の心を持ち、質素であり、隣人との衝突を避け、性にも消極的であるが、己の製作したものを手放すことを嫌ったりはしない。産物は生糸が主であるが、絹織物や良い毛皮、極めて良質の鉄なども産する。」これは明らかに中国人の説明といえる。
一部の学者は、セレスとは中国人そのものではなく、古代インドと交易があったインド・ヨーロッパ語族、すなわち月氏やサカ、トハラといった人々を指していると主張している。

## 名称
ラテン文字のセリカ（Serica）やセレス（Seres）という語は、古代ギリシア語のセーリケー(Σηρική) とセーレス(Σῆρες)からの借用語である。さらにこの言葉の語源は絹(ギリシャ語: σηρικός, sērikós; ラテン語: sericum)であるとされる。ユリウス・ハインリヒ・クラプロート以降、この西洋の絹を意味する言葉を、古代中国語の絲と結びつける説が提示されている。というのも、この字は古代中国では/*[s]ə/という発音だったのである 。古代ギリシア・ローマ人は、絹はカイコから作られることを知らずsēr (σὴρ)という逆成語を作った。また、絹の地（セリカ・レギオー　ラテン語:Serica Regio)という表現も存在する。
西洋古典学者の中には、わずかながら昆虫の名を語源として挙げている者もいる。また東洋学者のクリスチャン・ラッセンは、サカやトハーラ（バクトリア）、カンカ（康居）などとあわせて、インドのヴェーダに起源を求めている

## 文献

### 概要と背景

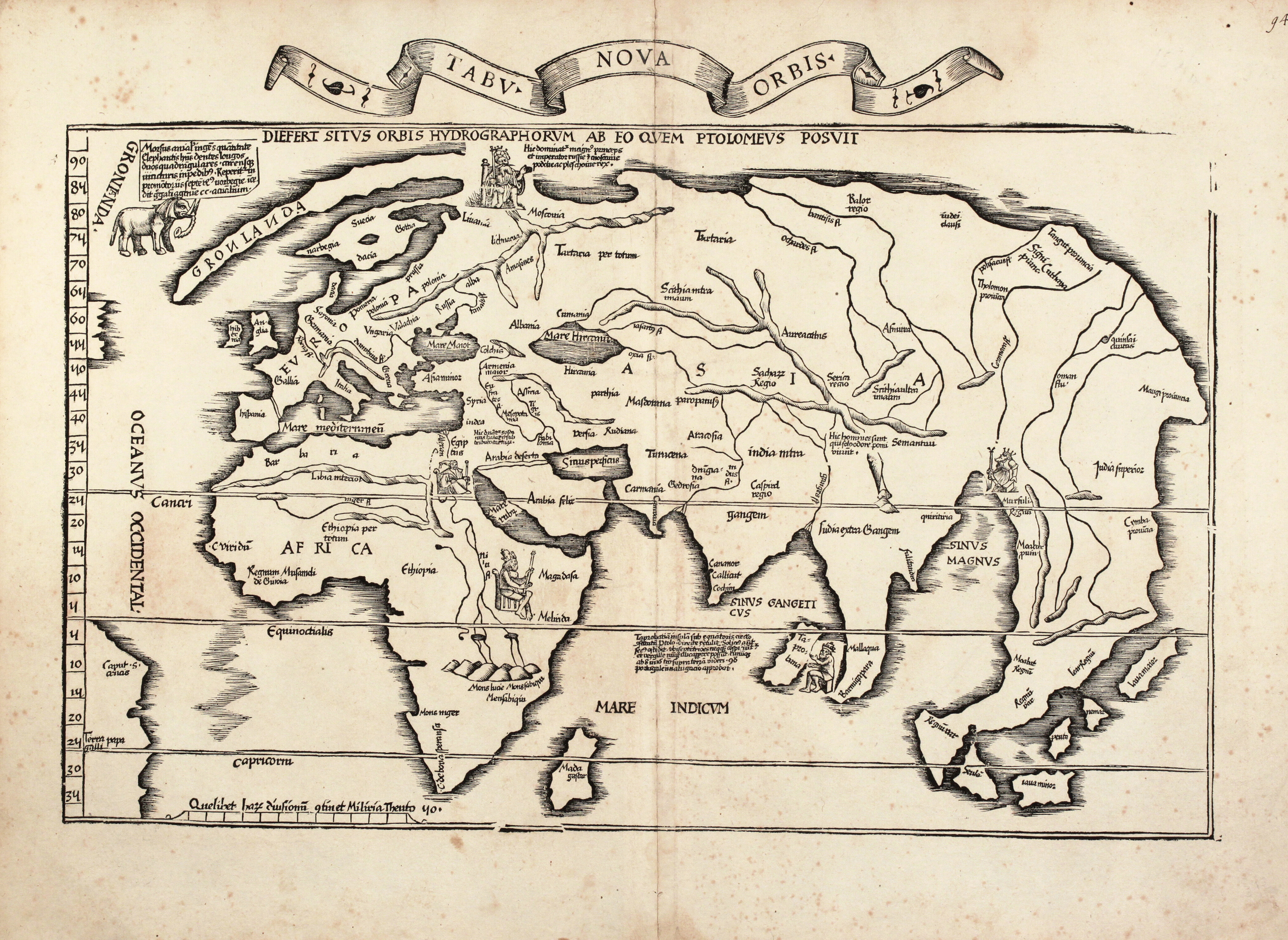
フランス人のローラン・フライが1522年に制作した世界地図。セリカ (Serica Regio) はヒマラヤ山脈の北（ASIAのIとAの間）に、キタイ（Cathaya）はアジアの東北の端に置かれている。

紀元前1世紀以降のウェルギリウス、ホラティウス、ストラボンといった古代ローマの詩人・歴史家たちは、極東の中国で絹を作っているセレス（「セリカ」人）について漠然とした記述しか残していない。1世紀の詩人のルキウス・アンナエウス・フロールスに至ってはセレスをインド人と混同していたようである。少なくとも、彼はセレスとインド人が、ローマ人とは「別の空の下」に暮らしているというようなことを書いている。同じく1世紀の地理学者ポンポニウス・メラは、セレスの地は東の果ての海に面する沿岸地帯の中心にあって、南ではインド、北ではユーラシア・ステップのスキティアと接している、と説明している。4世紀の歴史家アンミアヌス・マルケリヌス (330年ごろ - 400年ごろ)は、セレスの地はバウティスという河（黄河を指すと考えられている）に沿ってそびえている自然にできた巨大な壁に囲まれている、と述べている。東ローマ帝国と突厥が接触するようになってから、タウガスト（Taugast）という中国の新たな呼称が生まれた。これはチュルク語のタブガチ(Tabghach)を基にしている語であるが、さらに元をたどれば、この時代に華北を支配していた北魏 (386年-535年)の長拓跋氏が語源である。ユスティニアヌス1世の時代(527年-565年)、東ローマ帝国はソグディアナから絹を輸入していた が、この交易ルートをサーサーン朝に封鎖されたため、最良の絹の産地「セリンディア」がインドの北に存在すると言ったネストリウス派の僧の助けを借りて、ソグディアナからカイコを盗み出し、東ローマに養蚕・絹織物産業を導入することに成功した（東ローマ帝国の養蚕伝来）。

### クテシアスの記述
セレスについて現在知られているヨーロッパ最古の文献は、紀元前5世紀にクテシアスが著した『インド誌』にある記述で、セレスを「驚異的な長身と長寿の人々」と述べている。

### ストラボンの記述
ストラボンが1世紀に著した『地理誌』では、セレスについて2度言及されている。1つ目でストラボンは、一部の著述家の言説として、セレスは、オネシクリトゥスが130歳まで生きるとしたインドのムシカノイ人よりもさらに長寿であるとしている。2度目の言及はグレコ・バクトリア王国に関する記述であるが、アルテミタのアポロドルスがこの国の国境が「セレスやフリニ（Phryni）にまで」隣接するほど広がっていたと主張していた、という話を伝えている。

### ポンポニウス・メラの記述
紀元1世紀のローマの地理学者ポンポニウス・メラの『地理誌』では、セレスはアジアの最東方にいる3民族のうちの一つとして紹介されている。彼はセレスの住んでいる地を、南のインド人と北のスキタイ人に挟まれた場所であるとしている。その後の部分で、ポンポニウス・メラは次のように述べている。
（カスピ海沿岸から伸びる）当方への3つの道は、それぞれ別の地へ進み、それぞれに特色がある。スキタイ人の岬への道は、まずもって雪のために通り抜けられない。この未耕作の地は、野蛮人に占領されている。この部族とはすなわち人を食らうスキタイ人やサカ人であり、両者は獣の数のために居住できない地域で隔てられている。他にも広大な荒野が南にあるが、ここも野の獣に占領されており、タビス（Thabis）と呼ばれる山脈が海へ突き出ている。……セレスは（スキタイ人とインド人という）2つに挟まれている。この人種はその高潔さで知られており、また砂漠のある場所に品を置いていって、自分たちの背後でその品を取引することを許すという取引法でも知られている。

### 大プリニウスの記述

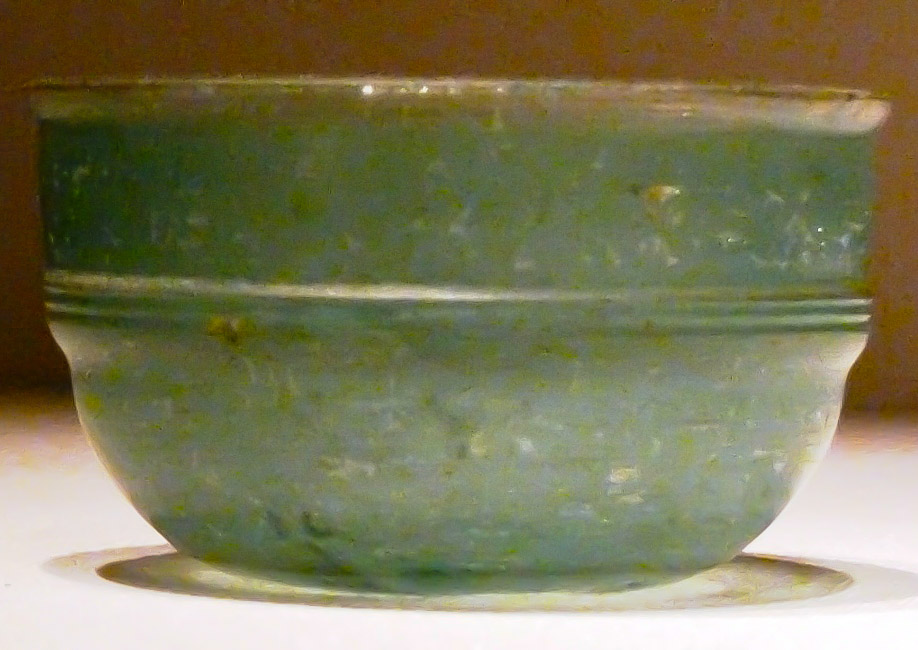
広西で出土した、後漢 (25年-220年)時代の緑色ローマガラス

ガイウス・プリニウス・セクンドゥス（大プリニウス） は、『博物誌』第6巻第20章でセレスに言及している。彼も東方のスキュティアと荒野を挟んだ反対側にセレスがいるとした。また彼の前のヴェルギリウスと同様、大プリニウスも明らかに養蚕を誤解していた。彼は、絹は何かしらの樹木からとれるものと考えていた。おそらくは綿製品と混同していると思われる。
それから進むと、さらにスキタイ人がおり、さらにまた野獣の住む荒れ地があり、ついにタビスと呼ばれる山脈に達するが、これは海に覆いかぶさる断崖をなしている。そして北東に面しているその海岸の全長のほぼ半ばを進んだ時に初めて人の住む地域がある。最初の人間居住者はセレスと呼ばれ、彼らの森から得られるあらゆる毛織物で有名だ。彼らは歯を見ずにつけた後、その白い綿毛を梳き取る。そして我が国の婦人たちに、その繊維をほぐし、さらに折り合わせるという二重の仕事を与える。
4世紀のアンミアヌス・マルケリヌスも同様のことを語っているが、それに先立つ2世紀のパウサニウスはセレス（中国人）が飼っているカイコが絹を作るもとになっていることを知っていた。彼は、中国を訪れた外交化や商人に注意を払うべきことを示唆している。
他の部分では、大プリニウスは、セレスの鉄はパルティアのものをも凌ぐ世界最高の質であると述べている。
さらに彼は、クラウディウス帝のもとにやってきたタプロバナ（セイロン島）の使節が話した興味深い情報を取り上げている。これによれば、セレスというのはタリム盆地のトハラ人のようなインド・ヨーロッパ語族の人々をさしている可能性もある。
また彼らの島のインドに面した側面は長さ一、二五〇マイルで、島はインドの南東に位しているということ、そしてヘモドスを超えて中国人の国にも相対していること、この中国人は交易によっても知られており、ラキアスの父親がそこへ旅行したことがあったが、そこへ到着するやいつも中国人が急いで浜へ下ってきて彼らを迎えると語った。彼らの話では、中国人は普通よりも背が高く、亜麻色の毛髪と青い目をしており、荒々しい口調でものを言い、旅行者と取引するときは言語を用いない。

### クラウディオス・プトレマイオスの記述

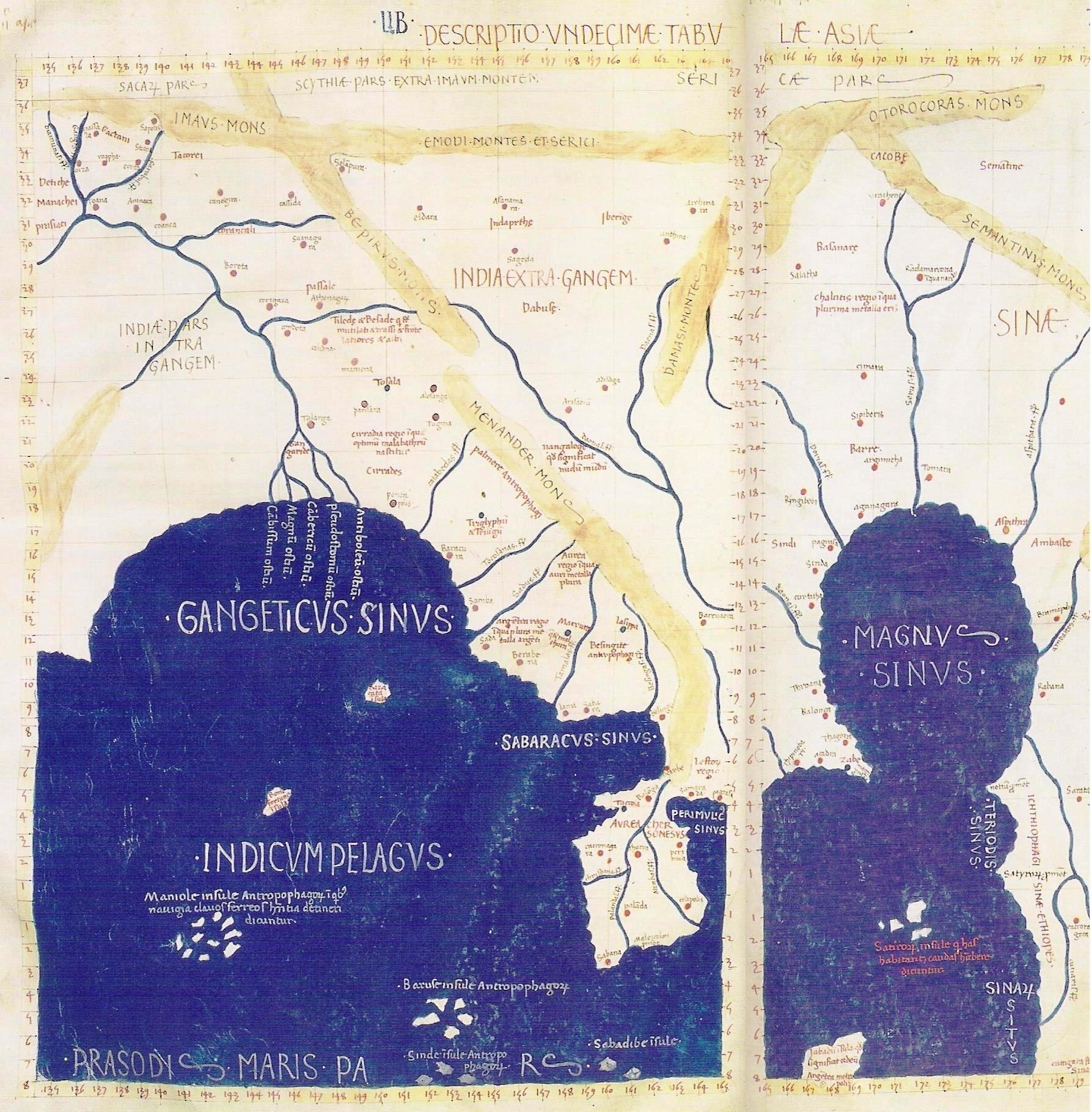
クラウディオス・プトレマイオスの『地理学』にある地図の一つ。 セリカ(Sericae Pars)はシナエ（Sinae）のはるか北方に描かれ、シナエの南にはマグヌス・シヌス (Magnus Sinus　「大いなる湾」の意)があり、マレー半島を挟んで西方にインド洋(Indicum Pelagus)が描かれる構成になっている。

150年のプトレマイオス図では、セリカはスキュティアのさらに東方、地図の北東の端に配置されている。また「イマウス」（パミール高原）の先に書かれていることから、クラウディオス・プトレマイオスのセリカ像は、現在の新疆にあたる地域も包含していたと思われる。
プトレマイオスによれば、セリカはスキュティア・エクストラ・イマウム・モンテム（イマオン山脈の外側のスキュティア、以降「外スキュティア」と表記）の西にある。北辺は西洋の地図の最北限トゥレ（シェトランド諸島）と同緯度圏（北緯63度）の線を境に未知の世界に接している。東は経度180度（カナリア諸島を0度とする）の線を境に未知の世界に接し、南はガンジス川と外スキュティアの境を延長した線（北緯35度）を境にシナエと接しているとする。
ヘンリー・ユールは、プトレマイオスがインド洋を内海だと誤解していたために中国の海岸線の伸び方を解釈し損ねていたとして、そのうえでプトレマイオスが本来セリカと同一であるシナエを分離して描写してしまったのだと主張している。
実際、『地理学』に付随しているプトレマイオス図では、インド洋の周囲を囲むように陸地が描かれている。プトレマイオスは、黄金半島（マレー半島に比定される）に港湾都市「カッティガラ」が存在し、そこまでアレクサンドロスという名の航海者（おそらく商人）が訪れていたと述べている。1877年、フェルディナント・フォン・リヒトホーフェンは、カッティガラは当時交趾郡がおかれて中国王朝の支配下にあった現在の北ベトナム・ハノイ付近にあった都市であるという説を唱えた。しかし考古学調査が進んだ現在では、古代ローマや地中海世界の物産が多数出土しているオケオをプトレマイオスの言うカッティガラに比定するのが定説となっている。オケオではアントニヌス・ピウスやマルクス・アウレリウス・アントニヌス時代のローマ帝国の金貨が発見されており、少なくともネルウァ＝アントニヌス朝時代には古代ローマの商業活動が東南アジアにまで至っていたことがうかがえる。タイやインドネシア、マレーシアでもこうした交流を裏付ける遺物が出土している。中国側の歴史書にも、現在のカンボジアやベトナム付近にあった扶南国で、大秦（ローマ）人商人が活動していたことが記録されている。こうした考古学的証拠は、166年に「安敦」（アントニヌス・ピウスもしくはマルクス・アウレリウス・アントニヌスを指すとされている）からの使節が交趾郡に到達したという中国史書の記録とも符合する。交趾郡には、その後も何度かローマからの使節が到来したという記録が中国側で残されている。

## 地理と経済

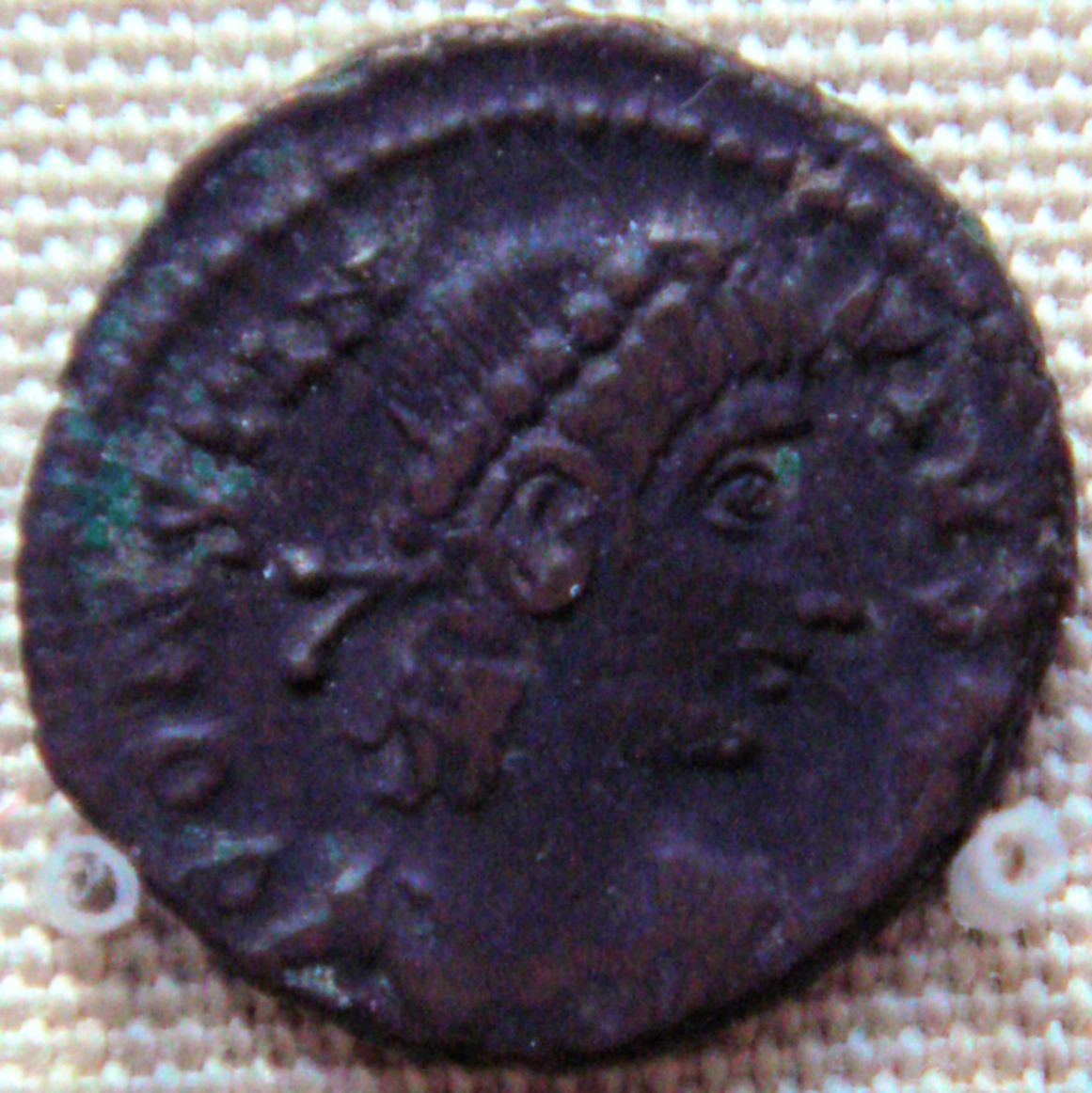
喀格勒克（中国、新疆ウイグル自治区）で出土したコンスタンティウス2世時代(337–361)の銅貨

プトレマイオスは、セリカの北辺にはアンニバ山脈やアウザキア山脈といった山脈があるとしているが、これはアルタイ山脈の事だとされる。またカシア山脈（Cassi Montes）とあるのは、ゴビ砂漠の中にある山脈を指しているとされる。プトレマイオスがセレスの主要な川としたバウティススは、黄河に比定されている。
古代ギリシア・ローマの著述家たちは、セリカに十数の部族や十数の都市を置いている。その描写から、これらがすべて同じ民族だったとは考えられないが、地域をあらわす一つの名称を共有していたことは確かなようである。セリカの首都はセラ(Sera）と呼ばれているが、これについてはこれは長安や洛陽、蘭州、武威、北京などに比定される。またカシュガルやヤルカンドとする説もある。プトレマイオスはイッセドネス人をセリカにいる大部族とし、その首都としてイッセドンという都市を挙げている。セリカのイッセドンは、パミール高原の東部とする説やアルタイ山脈の都市を指すとする説がある。またアスパカラと呼ばれている都市は黄河源流付近にあったとされる。また古代西洋の著述家たちは、心地よい気候と、鉄や毛皮、宝石などの天然資源に恵まれた地であるとしている。